# Жан Поль
Жан Поль (фр. Jean Paul, настоящее имя Иоганн Пауль Фридрих Рихтер, нем. Johann Paul Friedrich Richter; 21 марта 1763, Вунзидель, Бавария — 14 ноября 1825, Байрейт) — немецкий писатель, сентименталист и преромантик, автор сатирических сочинений, эстетик и публицист. Псевдоним (офранцуженную версию собственных имён) взял из преклонения перед Жаном Жаком Руссо.
Жан Полю принадлежит ставшее знаменитым выражение «мировая скорбь» (нем. Weltschmerz).

## Ранние произведения
Сын деревенского пастора, уроженец Вунзиделя, он провёл юность в лишениях, был студентом в Лейпциге и, не окончив, вследствие бедности, курса, жил частными уроками; к литературе он обратился лишь в надежде добыть писательством средства к существованию. Ещё во время студенчества он издал сатирические очерки, такие как «Grönländische Prozesse» («Гренландские процессы», Берлин, 1783—1784), но ни это произведение, ни «Auswahl aus Teufels Papieren» («Выдержки из бумаг чёрта», Гера, 1789) не имели большого успеха. Являясь здесь прямым подражателем Свифта и Гиппеля, Жан Поль отличается от последнего глубоким сентиментализмом, который находит у него выражение в излюбленной литературной форме сентиментального настроения — в идиллии. «Leben des vergnügten Schulmeisterlein Wuz» (Жизнь премного довольного учителишки Мария Вуца из Ауэнталя, 1790) проникнута уже характерными особенностями более крупных произведений Жан Поля; субъективно-автобиографический элемент занимает в них и впоследствии видное место. Следующее крупное произведение — «Die unsichtbare Loge» (1793), биографический роман, который не был окончен автором, так как во время его создания изменилось направление описываемых им событий. Оставив частные уроки, Рихтер был тогда безвестным школьным учителем в баварском городке Шварценбахе.

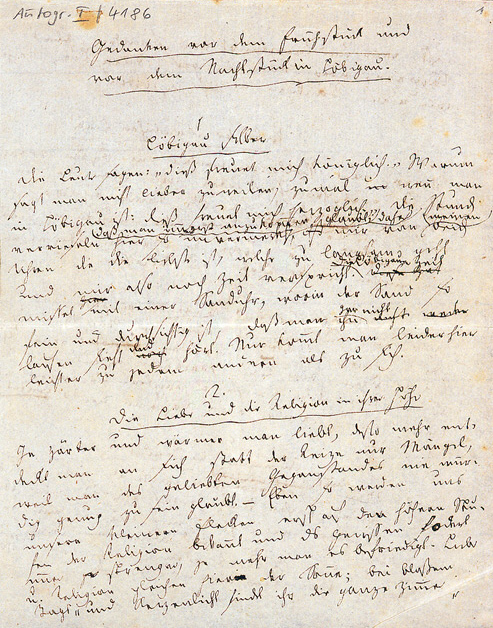
Рукопись Жана Поля

## Начало известности. Веймар
Громкая слава окружает имя писателя сразу после следующего его произведения — «Hesperus oder 45 Hundspottage» (Геспер, 1795); сочувственное изображение героини романа делает Рихтера кумиром его соотечественниц, к сердцам которых он нашёл подход своей сентиментальностью. Его обычный недостаток — неумение распределять материал, беспорядочный характер, непоследовательность всего произведения — заметен и здесь, но искупается чертами проникновенного юмора, вниманием к мелочам жизни и вдумчивым снисхождением к людским слабостям. Общее поклонение окружало его в Байрейте, куда он ездил неоднократно в ближайшие годы; здесь он сошелся с Осмундом, купцом-евреем, благотворное влияние которого отмечают биографы Рихтера. Повторив в «Quintus Fixlein» (1796) свой излюбленный сюжет — идиллическое изображение жизни учителя, — Рихтер напечатал неоконченные и менее удачные «Biographische Belustigungen unter der Gehirnschale einer Riesin» (1796), приложение к которым, «Salatkirchweih in Obersees», — превосходный образец юмористической и реалистической идиллии. С этого же времени начинает выходить в свет роман «Blumen-Frucht- und Dornenstücke, oder Ehestand, Tod und Hochzeit des Armen-Advocaten Siebenkäs» (Зибенкэз, 1796—97), где в двух героях — сентиментально-мягком и насмешливо-дерзком — явно отразилась двойственность натуры самого автора. Возрастающая известность Жан Поля обращает на него внимание веймарского кружка; оттуда он получает деньги и приглашение приехать для личного знакомства. Но поездка Рихтера и радушный прием двора не повлекли за собой сближения его с великими поэтами: Гёте и Шиллер были любезны, но холодны с даровитым писателем, который в своем буржуазном отрицании их «Kraftgenialität» казался им лишь образцом филистерства. От приглашения заняться воспитанием принцев Гогенлоэ Жан Поль отказался, находя, что посторонние занятия могут вредить его творчеству.

## Зрелое творчество

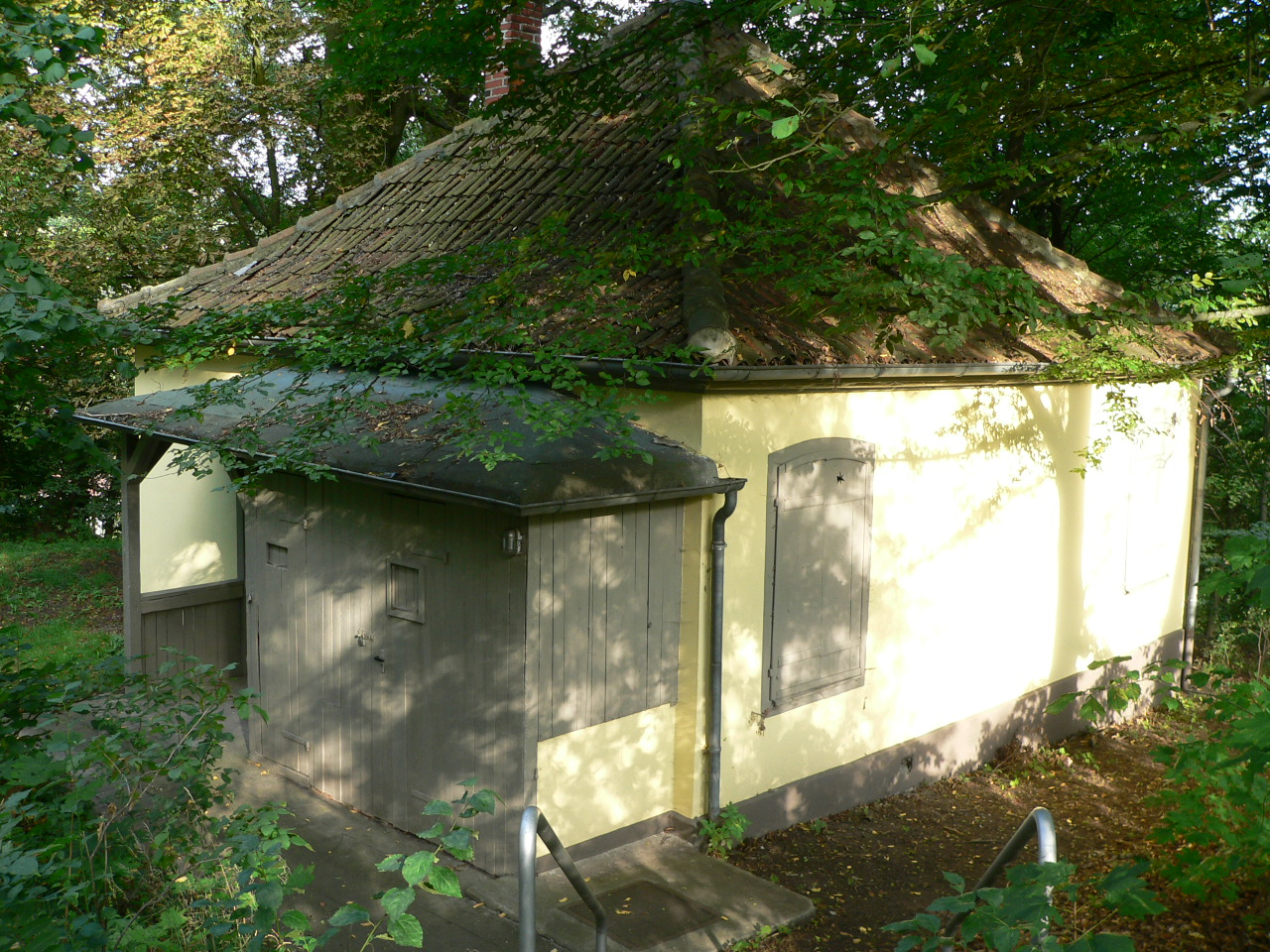
Дом Жан Поля в Кобурге (жил там в 1803—1804)

В период с 1797 до 1804 гг. Жан Поль издал ряд научных и художественных произведений: «Jubelsenior», «Kampanerthal oder über die Unsterblichkeit der Seele» (результат знакомства с критической философией), «Palingenesien» (1798), «Jean Paul’s Briefe und bevorstehender Lebenslauf» (1799 — статьи разнообразного содержания), «Clavis Fichtiana» (1800 — против Фихте) и др. Наконец, в 1802 г. он окончил многолетнюю работу над «Титаном» (Titan) — главным произведением Жан Поля. В «Титане» (1800—1803, с дополнением «Komischer Anhang zum Titan») излагается история развития немецкого принца, который вырос, не зная, кто он, и должен облагодетельствовать страну, где ему суждено править. Истинный смысл книги — протест против идеалов «Бури и натиска», антититанизм. «Герой — здоровый человек; вокруг него больные, которые погибают: эфирная, одухотворенная Лиана, его первая любовь, экстравагантная титанида Линда, его вторая любовь, титанический развратник Рокайроль, его друг и соперник, гениальный юморист Шоппе, который руководил отчасти его воспитанием и кончил сумасшествием» (Шерер). Несмотря на некоторые реальные черты, выбор среды, малознакомой автору и несвойственной его «фламандскому» стилю, объясняет неудачные стороны этого произведения. Автор как будто почувствовал это и в своих «Flegeljahre» (Озорные годы, 1804—1805) вернулся к юмористическому изображению простой жизни. «Flegeljahre» повторяют мотив «Зибенкэза»: и здесь личность автора раздваивается в двух образах — неловком, сентиментальном, непрактичном Вальте и смелом, самонадеянном, язвительном Фульте.

## Поздние эстетические и публицистические работы

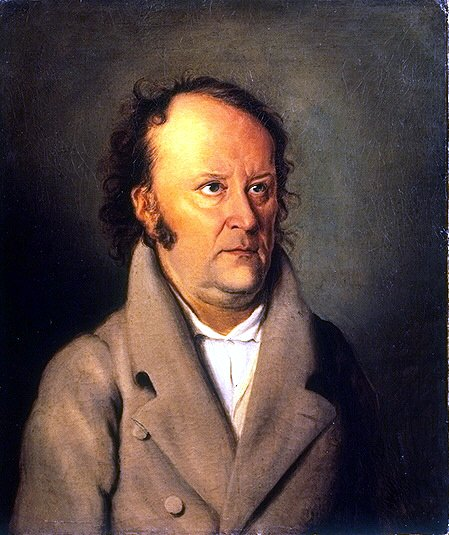
Жан Поль в 1810 году

В это время Жан Поль, женившись в Берлине, жил в Байройте и готовил к печати два научных труда, доставивших ему на родине такую же известность, как и его художественные произведения. «Vorschule der Aesthetik» (Приготовительная школа эстетики, 1804) занимает видное место в истории немецкой эстетики; общая система недостаточно ясна, изложение страдает неуместной образностью, но громадная начитанность и ряд тонких замечаний, интересных и теперь, сообщают труду большую ценность; особенное значение имеют отделы о юморе, о комическом, и т. п. «Levana oder die Erziehungslehre» (Левана, или Учение о воспитании, 1807) также ценна не общей системой, несамостоятельной и неновой, но множеством указаний опытного, наблюдательного и образованного практика. Вслед за этими работами Жан Поль вновь обратился к публицистике, которой с жаром занимался в молодости. Убежденный демократ и последовательный приверженец принципов 1789 г., он имел особенное основание ратовать за них теперь, в годину Наполеоновских войн и унижения Германии («Freiheitsbüchlein», 1805, «Dämmerungen für Deutschland», 1809); свобода мысли была основным сокровищем, которого он добивался; наряду с этим он не уставал проповедовать, что главным условием национального возрождения является нравственный подъём («Friedenspredigt an Deutschland», 1809).
В то же время Жан Поль начал ряд мелких юмористических рассказов: «Des Feldpredigers Schmelzle Reise nach Plätz», «Dr. Katzenberger’s Badereise» (1809), «Leben Fibels» (l811), «Der Komet oder Nicolaus Markgraf» (Комета, или Николай Маргграф, 1820), в которых бичуются фантастические увлечения, столь свойственные немецким мечтателям. Сборник статей и рассказов «Museum» (1815), «Erinnerungen aus den sch önsten Stunden für die Letzten» (1815), «Kleine Bücherschau» (1825) — наиболее выдающиеся из последних произведений писателя. Перед смертью он готовил полное собрание сочинений, которое появилось впервые в 1826—28 гг. (60 тт., а вместе с посмертными произведениями — «Wahrheit aus Jean Paul’s Leben», «Selina oder die Unsterblichkeit der Seele» и др. — 65 тт.).

## Исследования в России

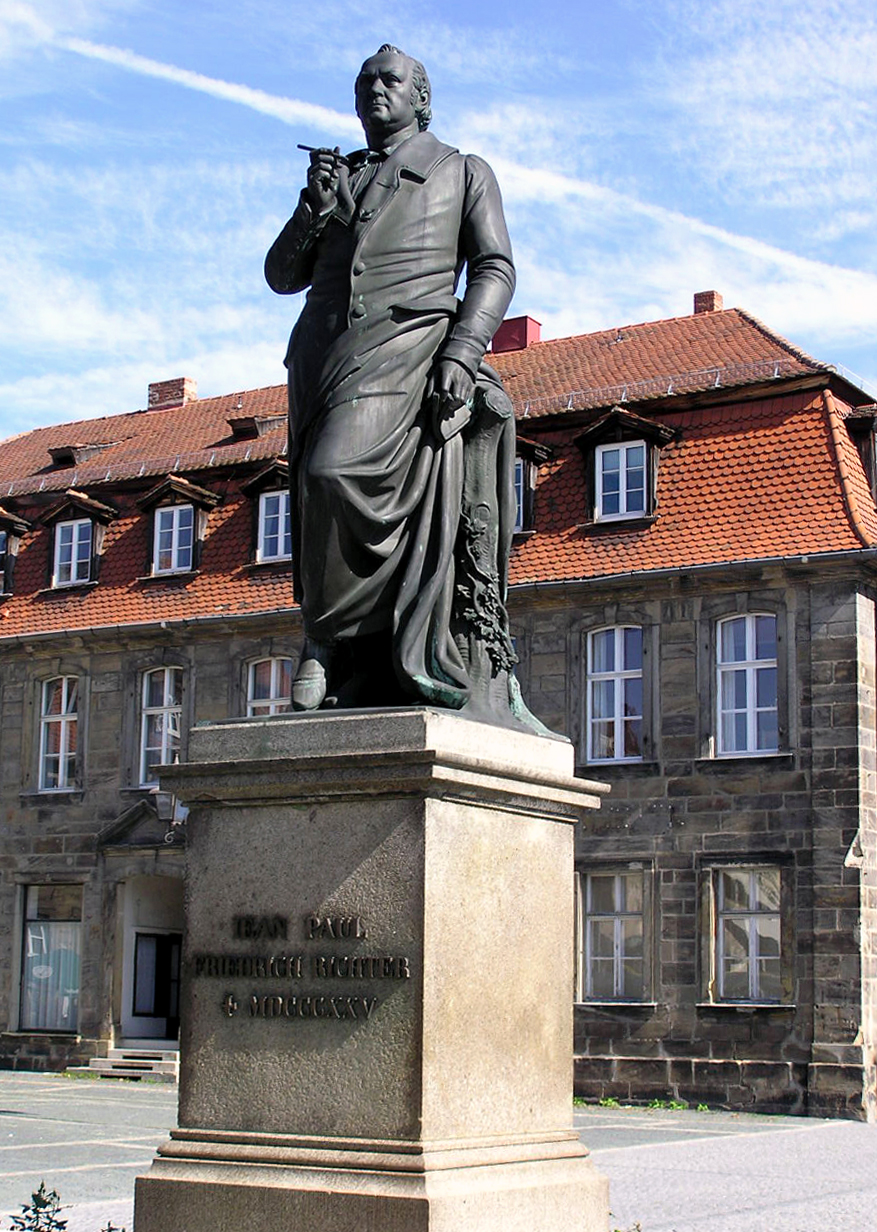
Памятник Жан Полю в Байрейте

В России середины XIX века творчество Жан Поля было достаточно хорошо известно читателям благодаря деятельности переводчика и пропагандиста его сочинений И. Е. Бецкого.
Литературовед и переводчик Аркадий Горнфельд в словаре ЭСБЕ характеризует Рихтера так:

Разнообразная фантазия, чрезвычайная изобретательность, знание человеческого сердца, глубина чувства, богатство идей и дар пластического, яркого изображения, при недостаточном развитии чувства меры — таковы свойства таланта Рихтера.
Историко-литературное значение Жан-Поля определяется прежде всего его влиянием на романтическую школу: её юмор, её мотивы, её намеренный беспорядок, исходящий из протеста против классицизма, имеют в нём предшественника. На нем воспиталось отчасти и следующее литературное поколение; остроумие Бёрне, создавшего своему учителю замечательный памятник в своей «Denkrede auf Jean Paul» (Эрланген, 1826; русский перевод в «Сочинениях» Бёрне) носит явные следы влияния Жан-Поля. Особого упоминания заслуживает стиль Р., обеспечивающий ему прочное место в истории немецкой прозы.

В советский период важным исследователем творчества Жан Поля был В. Г. Адмони.

## Библиография

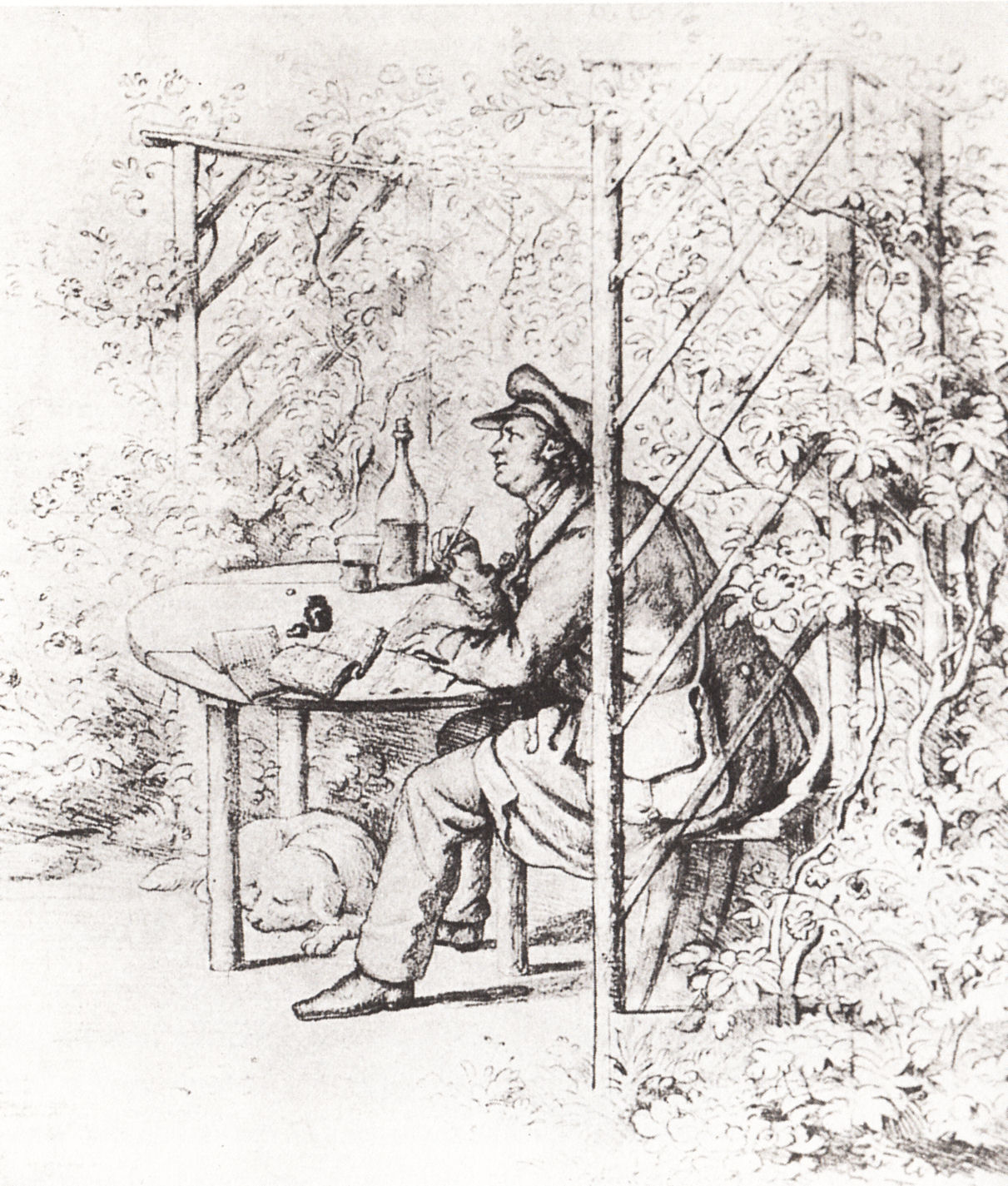
Жан Поль работает в своей беседке (рисунок Э. И. Фёрстера)

### Сочинения
- Sämtliche Werke. Historisch-kritische Ausgabe, [Bd 1-30], Weimar — B., 1927-[64] (изд. незаконч.)
- Werke, Bd 1-2, B.-Weimar, 1968; Briefe, Bd 1-5, 7-9, [Weimar — В., 1954-64 (изд. незаконч.)
- письма Жан Поля к Якоби (1828), Фоссу (1839), Ренате Отто («An eine Jugendfreundin», 1858);

### Работы о Жан Поле
- Förster, «Denkwürdigkeiten aus dem Leben J. P. F. Richters» (1863);
- «Jean Paul, sein Leben und seine Werke» (Байрейт, 1862);
- Henneberger, «Jean Pauls Aufenthalt in Meiningen» (1862);
- Spazier, «J. P. Richter» (1823);
- J. Plank, «J. Pauls Dichtung im Lichte unserer nationalen Entwickelung» (1867);
- Wirth, «Richter als Pädagog» (1863);
- Nerrlich, «J. Paul und seine Zeitgenossen» (1876 и 1889);
- Fr. Vischer, «Kritische Gänge»;
- Müller, «J. P. und seine Bedeutung für die Gegenwart» (1894);
- Müller J., Jean Paul…, Lpz., 1923;
- Berend E., Jean-Paul-Bibliographie, Stuttg., 1963.

### На русском языке
- Белинский В. Г., Рецензия на «Антологию из Жан-Поль Рихтера», Полн. собр. соч., т. 8, М., 1955;
- Шахов, «Гёте и его время»
- биография в «Светоче» (1861, № 3).
- Адмони В. Г., Жан-Поль Рихтер, в сборнике: Ранний буржуазный реализм, Л., 1936;
- История немецкой литературы, т. 3, М., 1966
- Гюнтер де Бройн. Жизнь Жана Поля Фридриха Рихтера. — М.: Прогресс, 1978.

### Переводы на русский язык
- Отрывки из Жан-Поля / Пер. И. Бецкого // Современник. 1838. Т. 12. С. 1—42 (второй нумерации).
- Отрывки из Жан-Поля / Пер. с нем. Бар. Ѳ. К. // Современник. 1841. Т. 22. С. 68—80.
- Антология из Жан-Поля Рихтера / Пер. и предисл. И. Е. Бецкого. — СПб.: В типографии К. Жернакова, 1844. — 179 с.
- Рихтер Ж.-П. Цветы, плоды и шипы, или Брачная жизнь, смерть и свадьба адвоката бедных Зибенкейза: Роман / Пер. с нем. Е. Г. Бартеневой. — СПб.: Типография А. С. Суворина; Издание редакции «Нового журнала иностранной литературы», 1899. — 184 с. [Сокращ. пер., с включением новеллы «Жизнь довольного своей судьбой учителишки Мария Вуца в Ауэнтале» в сокращ. пер. М. Л. Лихтенштадт.]
- Рихтер Ж.-П. Цветы, плоды и шипы, или Брачная жизнь, смерть и свадьба адвоката бедных Зибенкейза: Роман / Пер. с нем. Е. Г. Бартеневой. — СПб.: Типография А. С. Суворина; Издание редакции «Нового журнала иностранной литературы», 1900. — 651 с.
- Рихтер Ж.-П. Фр. Зибенкэз: Роман / Пер. А. Л. Кардашинского; ред., вступ. ст. и комм. В. Г. Адмони. — Л.: Художественная литература, 1937. — 577 с.
- Жан-Поль. Приготовительная школа эстетики / Вступ. ст., сост., пер. и коммент. Ал. В. Михайлова. — М.: Искусство, 1981. — 448 с. — (История эстетики в памятниках и документах.)
- Жан-Поль. Мертвый Христос говорит с вершины мироздания о том, что Бога нет / Пер. с нем., послесл. и примеч. К. Блохина // Логос. 1994. № 6.
- Жан-Поль. Сон о поле боя / Пер. И. А. Болдырева // Волшебная гора. № 12. 2006. С. 532—539.
- Жан-Поль. Письмо о философии / Пер. И. А. Болдырева // Историко-философский альманах. Вып. 2. М.: Современные тетради, 2007. С. 322—330.
- Жан-Поль. Грубиянские годы: Биография: В 2 т.: [Роман] / Пер. с нем., комм. и послесл. Т. Баскаковой. — М.: Отто Райхль, 2017. — 930 с.